# Dirk Carlson
Dirk Carlson (Portland, Estados Unidos, 1 de abril de 1998) es un futbolista estadounidense nacionalizado luxemburgués que juega en la demarcación de defensa. Es internacional con la selección de Luxemburgo y milita en el SKN St. Pölten de la 2. Liga austriaca.

## Carrera

### Clubes
Comenzó a jugar en el Union Titus Pétange, al que había llegado desde la cantera del Racing FC Union Luxemburgo, a inicios de la temporada 2016-17. En el mercado invernal de esa misma temporada tras rechazar una prueba en el AS Monaco fichó por el Grasshoppers suizo por lo que quedaba de temporada y una más.
En la temporada 2019-20 fichó por el recién ascendido a la 2. Bundesliga alemana, Karlsruher SC con el que jugó durante las dos temporadas que estuvo en el equipo 26 partidos.
En la temporada 2021-22 fichó por el FC Erzgebirge Aue de la 2. Bundesliga hasta 2024 con opción a un año mas, pero con el descenso del equipo alemán quedaba libre. A pesar de que los Violetas le ofrecieron prorrogar su contrato, decidió fichar por el ADO Den Haag de la Keuken Kampioen Divisie por dos temporadas.
Seis meses después de su fichaje por el club neerlandés tras una lesión de larga duración y la llegada de Dick Advocaat al equipo, fue cedido con opción a compra en el mercado invernal al SKN St. Pölten de la 2. Liga. Jugó cuatro partidos con los hayenses Al final de la temporada el club austriaco ejerció la opción de compra. El contrato fue hasta 2026.

### Equipo nacional
Ha sido internacional en las selecciones sub-17, sub-19 y la absoluta. En esta última debutó en la derrota contra Letonia por 3 a 1 el 2 de septiembre de 2016.